# Cynopotamus bipunctatus
Cynopotamus bipunctatus är en fiskart som beskrevs av Pellegrin, 1909. Cynopotamus bipunctatus ingår i släktet Cynopotamus och familjen Characidae. Inga underarter finns listade i Catalogue of Life.